# Mannus (Gott)
Mannus war laut Tacitus der sagenhafte Stammvater der Germanen.
Der Name Mannus ist lediglich bei Tacitus’ Germania, c. 2,2 bezeugt: 

“celebrant carminibus antiquis (quod unum apud illos memoriae et annalium genus est) Tuisconem deum Terra editum et filium Mannum originem gentis conditorisque. Manno tris filios assignant, e quorum nominibus proximi Oceano Ingaevones, medii Herminones, ceteri Istaevones vocentur”

„als Stammväter und Begründer ihrer Völkerschaft verherrlichen sie [die Germanen] in alten Liedern – der einzigen Art historischer Überlieferung, die es bei ihnen gibt – Tuisto, einen der Erde entsprossenen Gott, und seinen Sohn Mannus. Dem Mannus schreiben sie drei Söhne zu, nach deren Namen die dem Ozean Nächsten Inguionen, die in der Mitte Herminonen, die übrigen Istävonen genannt sein sollen.“

Er ist somit der Stammvater der Inguionen (Ingaevonen), der Herminonen sowie der Istävonen. Mannus ist vielleicht die Latinisierung des westgermanischen Nominativ Singular *mann ‚Mann, Mensch’ > ahd., as. man, ae. man[n], mon[n] bzw. Akkusativ Singular *mannun.